# Liste des présidents du Storting
Le président du Storting (en norvégien : Stortingspresident) est la personne ayant pour rôle la direction des débats et l'organisation des travaux du Storting, le parlement monocaméral de Norvège.

## Liste
Ci-dessous la liste des présidents successifs du Storting depuis 1814:
| Période                                  | Nom(s) | Parti politique                                        |
| ---------------------------------------- | --- | ------------------------------------------------------ |
| 2021–                                    | Masud Gharahkhani                                                                                               | Travailliste                                           |
| 2021–2021                                | Eva Kristin Hansen                                                                                              | Travailliste                                           |
| 2018–2021                                | Tone Wilhelmsen Trøen                                                                                           | Conservateur                                           |
| 2013–2018                                | Olemic Thommessen                                                                                               | Conservateur                                           |
| 2009–2013                                | Dag Terje Andersen                                                                                              | Travailliste                                           |
| 2005–2009                                | Thorbjørn Jagland                                                                                               | Travailliste                                           |
| 2001–2005                                | Jørgen Kosmo | Travailliste                                           |
| 1993–2001                                | Kirsti Kolle Grøndahl                                                                                           | Travailliste                                           |
| 1985–1993                                | Jo Benkow | Conservateur                                           |
| 1981–1985                                | Per Hysing-Dahl                                                                                                 | Conservateur                                           |
| 1973–1981                                | Guttorm Hansen                                                                                                  | Travailliste                                           |
| 1972–1973                                | Leif Granli | Travailliste                                           |
| 1965–1972                                | Bernt Ingvaldsen                                                                                                | Conservateur                                           |
| 1961–1965                                | Nils Langhelle                                                                                                  | Travailliste                                           |
| 1958–1961                                | Nils Langhelle, Oscar Torp                                                                                      | Travailliste                                           |
| 1953–1957                                | Oscar Torp, Einar Gerhardsen                                                                                    | Travailliste                                           |
| 1949–1953                                | Gustav Natvig-Pedersen                                                                                          | Travailliste                                           |
| 1945–1949                                | Gustav Natvig-Pedersen, Fredrik Monsen                                                                          | Travailliste                                           |
| 1945                                     | Joachim Hambro                                                                                                  | Conservateur                                           |
| 1940–1945                                | aucun | voir Occupation de la Norvège par le Troisième Reich   |
| 1937–1940                                | Carl Joachim Hambro                                                                                             | Conservateur                                           |
| 1934–1936                                | Carl Joachim Hambro, Johan Nygaardsvold                                                                         | Conservateur Travailliste                              |
| 1931–1933                                | Carl Joachim Hambro                                                                                             | Conservateur                                           |
| 1928–1930                                | Carl Joachim Hambro                                                                                             | Conservateur                                           |
| 1925–1927                                | Carl Joachim Hambro, Gunder A. J. Jahren, Ivar Lykke                                                            | Conservateur                                           |
| 1922–1924                                | Ivar Lykke, Otto Bahr Halvorsen                                                                                 | Conservateur                                           |
| 1919–1921                                | Gunnar Knudsen, Ivar Lykke, Anders Buen, Ivar Petterson Tveiten, Otto B. Halvorsen                              | Venstre Conservateur Travailliste Venstre Conservateur |
| 1916–1918                                | Ivar Petterson Tveiten, Martin Olsen Nalum, Johan Ludwig Mowinckel                                              | Venstre                                                |
| 1913–1915                                | Søren Tobias Årstad, Jørgen Løvland, Gunnar Knudsen                                                             | Venstre                                                |
| 1910–1912                                | Magnus Halvorsen, Wollert Konow , Jens K. M. Bratlie                                                            | Venstre Conservateur                                   |
| 1906–1909                                | Edvard A. Liljedahl, Gunnar Knudsen, Carl Berner                                                                | Venstre                                                |
| 1903–1906                                | Carl Berner, Johan H. P. Thorne, Francis Hagerup                                                                | Venstre Conservateur                                   |
| 1900–1903                                | Edvard A. Liljedahl, Carl Berner                                                                                | Venstre                                                |
| 1898–1900                                | Viggo Ullmann, Carl Berner, Johannes Steen                                                                      | Venstre                                                |
| 1895–1897                                | Viggo Ullmann, Sivert A. Nielsen, Johannes Steen                                                                | Venstre                                                |
| 1892–1894                                | Viggo Ullmann, Sivert A. Nielsen                                                                                | Venstre                                                |
| 1889–1891                                | Thomas Cathinco Bang, Sivert A. Nielsen, Olaus Olsen Eskeland, Emil Stang                                       | n/a Venstre Libéral modéré Conservateur                |
| 1886–1888                                | Wollert Konow (SB), Sivert A. Nielsen, Johannes Steen                                                           | Venstre                                                |
| 1883–1885                                | Johannes Steen, Johan Sverdrup                                                                                  | n/a                                                    |
| 1882                                     | Johannes Steen                                                                                                  | n/a                                                    |
| 1880–1882                                | Johannes Steen, Johan Sverdrup; Bernhard L. Essendrop                                                           | n/a                                                    |
| 1877–1879                                | Bernhard L. Essendrop, Johan Sverdrup                                                                           | n/a                                                    |
| 1874–1876                                | Bernhard L. Essendrop, Johan Sverdrup                                                                           | n/a                                                    |
| 1871–1873                                | P. Daniel B. W. Kildal, Johan Sverdrup                                                                          | n/a                                                    |
| 1868–1869                                | Hans Jørgen C. Aall, Georg Prahl Harbitz                                                                        | n/a                                                    |
| 1865–1866                                | Nils Vogt, Georg Prahl Harbitz                                                                                  | n/a                                                    |
| 1864                                     | Georg Prahl Harbitz                                                                                             | n/a                                                    |
| 1862–1863                                | Hans Jørgen C. Aall, Georg Prahl Harbitz                                                                        | n/a                                                    |
| 1859–1860                                | Hans Jørgen C. Aall, Georg Prahl Harbitz                                                                        | n/a                                                    |
| 1858                                     | Ulrik Motzfeldt, Georg Prahl Harbitz                                                                            | n/a                                                    |
| 1857                                     | Ulrik Motzfeldt, Georg Prahl Harbitz                                                                            | n/a                                                    |
| 1854                                     | Hans Jørgen C. Aall, Georg Prahl Harbitz                                                                        | n/a                                                    |
| 1851                                     | Hans Jørgen C. Aall, Georg Prahl Harbitz                                                                        | n/a                                                    |
| 1848                                     | Halvor Olaus Christensen, Georg Prahl Harbitz, Hans Riddervold, Carl Valentin Falsen                            | n/a                                                    |
| 1845                                     | Niels Arntzen Sem, Søren A. W. Sørenssen, Carl Valentin Falsen                                                  | n/a                                                    |
| 1842                                     | Hans Riddervold, Søren A. W. Sørenssen                                                                          | n/a                                                    |
| 1839                                     | Hans Riddervold, Søren A. W. Sørenssen                                                                          | n/a                                                    |
| 1836–1837                                | Johan Henrik Rye, Søren A. W. Sørenssen                                                                         | n/a                                                    |
| 1836                                     | Hans Riddervold, Søren A. W. Sørenssen,                                                                         | n/a                                                    |
| 1833                                     | Søren A. W. Sørenssen, Carl Valentin Falsen, Hans Riddervold                                                    | n/a                                                    |
| 1830                                     | Hans Riddervold, Søren A. W. Sørenssen, Niels Arntzen Sem, J. C. Herman Wedel Jarlsberg, Carl Valentin Falsen   | n/a                                                    |
| 1828                                     | Herman Wedel-Jarlsberg                                                                                          | n/a                                                    |
| 1827                                     | Niels Stockfleth Schultz, Lauritz Weidemann, Herman Wedel-Jarlsberg, Christian Krohg                            | n/a                                                    |
| 1824                                     | Herman Wedel Jarlsberg, Christian Krohg, Georg Sverdrup, Valentin C. W. Sibbern                                 | n/a                                                    |
| 1822                                     | Carl Valentin Falsen, Valentin C. W. Sibbern                                                                    | n/a                                                    |
| 1821                                     | Ingelbrecht Knudssøn, Carsten Tank, Christian Magnus Falsen, Andreas Arntzen, Valentin C. W. Sibbern            | n/a                                                    |
| 1818                                     | Valentin C. W. Sibbern, Wilhelm F. K. Christie, Georg Sverdrup                                                  | n/a                                                    |
| 1815–1816                                | Wilhelm F. K. Christie                                                                                          | n/a                                                    |
| 1814                                     | Wilhelm F. K. Christie, Christian A. Diriks                                                                     | n/a                                                    |
| Assemblée constituante d'Eidsvoll (1814) | Georg Sverdrup, Christian Magnus Falsen, Christian A. Diriks, Jens S. Fabricius, Diderik Hegermann, Peder Anker | n/a                                                    |